# 이중 잉여류
군론에서 이중 잉여류(二重剩餘類, 영어: double coset)는 주어진 두 부분군에 의하여 결정되는 동치 관계에 대한 동치류이다.

## 정의
군 {\displaystyle G}의 두 부분군 {\displaystyle H,K\leq G} 및 군의 원소 {\displaystyle g\in G}에 대하여, {\displaystyle H}와 {\displaystyle K}에 대한 {\displaystyle g}의 이중 잉여류는 다음과 같다.
{\displaystyle HgK=\{hgk\colon h\in H,\;k\in K\}}
특히, {\displaystyle H}가 자명 부분군일 경우 이는 {\displaystyle K}에 대한 {\displaystyle g}의 왼쪽 잉여류 {\displaystyle gK}이며, {\displaystyle K}가 자명 부분군일 경우 이는 {\displaystyle H}에 대한 {\displaystyle g}의 오른쪽 잉여류 {\displaystyle Hg}이다. {\displaystyle H}와 {\displaystyle K}가 모두 {\displaystyle G}의 정규 부분군일 경우, {\displaystyle H}와 {\displaystyle K}에 대한 이중 잉여류와 {\displaystyle K}와 {\displaystyle H}에 대한 이중 잉여류는 일치한다. {\displaystyle G} 속 {\displaystyle H}와 {\displaystyle K}에 대한 이중 잉여류의 집합은 {\displaystyle H\backslash G/K}로 표기한다.

## 성질
군 {\displaystyle G}의 두 부분군 {\displaystyle H,K\leq G}에 대하여, 이중 잉여류의 집합 {\displaystyle H\backslash G/K}는 {\displaystyle G}의 분할을 이룬다. 즉, 임의의 {\displaystyle g,g'\in G}에 대하여, {\displaystyle HgK=Hg'K}이거나 {\displaystyle HgK\cap Hg'K=\varnothing }이다.
군 {\displaystyle G}의 두 부분군 {\displaystyle H,K\leq G}에 대하여, {\displaystyle |H\backslash G/K|=|K\backslash G/H|}이다. 즉, 두 부분군에 대한 이중 잉여류의 수와 순서를 교환한 두 부분군에 대한 이중 잉여류의 수는 같다.
증명:
다음과 같은 함수를 생각하자.
{\displaystyle H\backslash G/K\to K\backslash G/H}
{\displaystyle HgK\mapsto Kg^{-1}H}
그렇다면, 이는 자명하게 전단사 함수이므로, 정의역과 공역의 크기는 같다.
군 {\displaystyle G}의 두 부분군 {\displaystyle H,K\leq G} 및 군의 원소 {\displaystyle g\in G}에 대하여, 이중 잉여류 {\displaystyle HgK}의 크기는
{\displaystyle |HgK|={\frac {|H||K|}{|H\cap gKg^{-1}|}}}
이다.
증명:
{\displaystyle |HgK|=|H(gKg^{-1})|={\frac {|H||gKg^{-1}|}{|H\cap gKg^{-1}|}}={\frac {|H||K|}{|H\cap gKg^{-1}|}}}